# Bonne d'Armagnac
Bonne d'Armagnac (née le 19 février 1395 à Lavardens et morte entre 1430 et 1435 à Castelnau-de-Montmiral) est une fille de Bernard VII, comte d’Armagnac et connétable, et de Bonne de Berry, et par mariage une duchesse d’Orléans.

## Biographie
Elle épouse à Riom le 15 août 1410 Charles (° 1394 † 1465), duc d'Orléans et poète, fils de Louis d’Orléans, chef d’un des deux partis cherchant à prendre le pouvoir pendant la folie du roi Charles VI, l’autre parti étant celui de Jean sans Peur, duc de Bourgogne.
Louis d’Orléans avait été assassiné en 1407, et son fils Charles ne donne pas l’impression  d’avoir suffisamment d’autorité pour reprendre la direction de ce parti. Aussi Bernard VII profite-t-il du mariage de ce prince avec sa fille pour prendre la tête des anciens partisans de Louis d’Orléans, et reforme le parti d’Armagnac. C’est ainsi que la guerre civile entre Armagnacs et Bourguignons plonge le royaume de France dans l’anarchie.
Henri V, roi d’Angleterre en profite pour envahir le royaume et bat la chevalerie française à Azincourt en 1415. Charles d’Orléans est capturé et retenu prisonnier à Londres, et ne sera libéré qu’en 1440, cinq ans au moins après la mort de Bonne d’Armagnac.